# وفيقة سلطان العيسى
وفيقة سلطان العيسى (ولدت في 1952 في البحرين) فنانة قطرية متخصصة في الرسم والفنون التشكيلية. شغلت مناصب في قسم الإنتاج في تلفزيون قطر. هي واحدة من أولى الإناث في البلاد لدراسة وممارسة الفن مهنيا. وصفت بأنها رائدة في الفن الحديث في قطر.

## النشأة والتعليم
ولدت وفيقة في البحرين عام 1952. بعد حصولها على منحة دراسية من الحكومة القطرية سافرت إلى مصر للدراسة في جامعة حلوان (المعروفة آنذاك بجامعة القاهرة) حيث تخرجت مع بكالوريوس في الفن التطبيقي في عام 1974.

## المسيرة المهنية كفنانة
تخصصت وفيقة في الرسم والفنون التشكيلية. شاركت بانتظام في المعارض الفنية المحلية منذ عام 1972. شارك في معرض الاتحاد العربي للفنانين الثاني الذي عقد في المغرب عام 1976 والمعرضين الخامس والسادس للفنانين العرب في الكويت والمعارض الفنية القطرية التي عقدت في عام 1978 في باريس ولندن وتونس عام 1979. انضمت إلى الجمعية القطرية للفنون الجميلة بعد فترة وجيزة من إنشائها في عام 1980 وشاركت في معارضها التي عقدت في عامي 1981 و 1982.
تأثرت أنماطها بالفولكلور القطري والتاريخ الطبيعي للبلاد. أسلوبها يتأثر أيضا بالفن الإسلامي وهو واضح في أعمالها الخطية. عادة ما تحمل لوحاتها بعد الأغاني الشعبية القطرية والأمثال وبعض اللوحات لها موضوع تكافلي. في سنواتها الأولى كانت مصالحها في الفنون التشكيلية تعرقلها الآراء المحافظة التي يبذلها المجتمع القطري على شكل الفن.
أدرجت أعمالها الفنية في المعارض الرسمية التي أقامها أمير قطر في الخارج. عرضت أعمالها في المتحف العربي للفن الحديث في الدوحة عام 2011. كانت واحدة من الفنانتين القطريتين من بين مجموعة من 23 فنانا عرضوا أعمالهم. تم عرض أعمالها في وقت لاحق على العرض الدائم في المتحف.
في عام 2014 فازت بجائزة المرأة العربية لأفضل فنانة قطرية.

## المسيرة المهنية الأخرى
عملت وفيقة سابقا كمصممة إنتاج لتلفزيون قطر. كما عملت سابقا في السفارة القطرية بالقاهرة.
تمتلك شركة استشارية خاصة للهندسة المعمارية والتصميم.